# Touchstone Pictures
A Touchstone Pictures a Walt Disney Studios Motion Pictures amerikai filmforgalmazó cége volt, amelyet a The Walt Disney Company hozott létre és tulajdonolt. A Touchstone kiadó forgalmazásában megjelent játékfilmeket a Walt Disney Studios gyártotta és finanszírozta, és a jellegzetes Disney-kiadványoknál érettebb, felnőtt közönségnek szánt témákat mutattak be. Ilyenformán a Touchstone csupán a stúdió márkája volt, és nem létezett különálló üzleti tevékenységként.
A Touchstone-t 1984. február 15-én alapította az akkori Disney vezérigazgató, Ron W. Miller Touchstone Films néven, és a The Walt Disney Studios aktív filmgyártó részlegeként működött az 1980-as évektől a 2010-es évek elejéig, a stúdió PG-13 és R-besorolású filmjeinek többségét kiadva. 2009-ben a Disney ötéves, harminc filmre szóló forgalmazási szerződést kötött a DreamWorks Pictures-szel, amelynek értelmében a DreamWorks produkciói a Touchstone égisze alatt fognak megjelenni. A Touchstone 2011 és 2016 között forgalmazta a DreamWorks filmjeit.

## Háttér
Mivel a közvélemény egyre inkább úgy vélekedett, hogy a Disney-filmek a gyermekeknek és a családoknak szólnak, a Walt Disney Productions által gyártott filmek a bevételi listán kezdtek visszaesni. 1979 végén a Walt Disney Productions bemutatta a Fekete lyuk című sci-fi filmet, amely a stúdió első olyan produkciója volt, amely PG besorolást kapott (a cég azonban már majdnem egy évvel a Fekete lyuk megjelenése előtt a Buena Vista Distribution forgalmazásában forgalmazta első PG besorolású filmjét, a Take Downt).
A következő néhány évben a Disney kísérletezett a PG-kategóriás filmekkel, mint például az 1981-es filmek - a horror Az erdei kápolna titka, a Condorman című kémes vígjáték és a Paramount Pictures koprodukciójában készült A sárkányölő című fantasy epikus alkotás. A Disney 1982-es, PG-besorolású filmjeivel - köztük az Éjszakai átkelés című thrillerrel és a Tron, avagy a számítógép lázadása című sci-fivel - a vállalat több mint 27 millió dollárt veszített. A Tront a filmes részleg a Csillagok háborúja szintű potenciális sikerfilmnek tartotta. 
1982 végén Tom Wilhite, a Disney gyártásért felelős alelnöke bejelentette, hogy egy új márkanév alatt érettebb filmeket fognak gyártani és kiadni. Wilhite a The New York Timesnak kifejtette: „Nem fogunk horrorba vagy kizsákmányoló szexbe bocsátkozni, de a nem Disney név használata nagyobb mozgásteret biztosít számunkra a téma érettségét és a humor színvonalát illetően”. Az egyik első film, amely az új márkanév alatt jelent meg, az az Az esőkabát című vígjáték volt Margot Kidder és Robert Hays főszereplésével; mire a film 1983 márciusában bemutatásra került, a kiadott példányok már nem tartalmazták a produkciós cég nevét.
1983-ban 33 millió dolláros veszteséget könyvelhetett el a filmes részleg, amelynek nagy része olyan filmekből származott, mint Ray Bradbury Gonosz lélek közeleg című regényének horror-fantasy adaptációja, az Elliott Gould és Bill Cosby főszereplésével készült Pokolba veled horror-vígjáték, két dráma, a Tex és a Ne féljünk a farkastól!, az utóbbi PG kategóriás, férfi meztelenséget is tartalmazó film, amely jól teljesített, mivel a stúdió lekicsinyelte a filmnek a Disney kiadóval való kapcsolatát.